# Thonnance-les-Moulins
Thonnance-les-Moulins é uma comuna francesa na região administrativa de Grande Leste, no departamento de Haute-Marne. Estende-se por uma área de 21,5 km². Em 2010 a comuna tinha 121 habitantes (densidade: 5,6 hab./km²).